# Dr. Otto Kasten Stiftung
Die Dr. Otto Kasten Stiftung ist eine von Otto Kasten 1962 ins Leben gerufene Stiftung, die den Otto-Kasten-Preis für darstellerische Nachwuchskräfte vergibt.
Ihr Namensgeber ist der deutsche Schauspieler, Dramaturg, Regisseur und Intendant Otto Kasten.
Ursprünglich war die Stiftung dazu gedacht, sozial bedürftig gewordenen oder kranken Theaterleitern und ihren Angehörigen finanziell zu helfen. Da die öffentliche soziale Hilfe in den Folgejahren deutlich besser wurde, standen mehr Mittel zur Verfügung, so dass im September 1985 erstmals der Dr.-Otto-Kasten-Preis verliehen werden konnte.

## Dr.-Otto-Kasten-Preis
Der Dr.-Otto-Kasten-Preis ist der „Förderpreis der deutschen Intendanten“.
Als Preisträger kommen dabei junge Theaterkünstler in Frage, die jedoch nicht älter als 35 Jahre sein sollen. Vom Vorstand der Intendantengruppe im Deutschen Bühnenverein vorgeschlagen, entscheidet der Vorstand der Stiftung über den Preisträger. Der Preis wird vom Vorsitzenden der Intendantengruppe verliehen. Neben dem Iffland-Ring ist dies der wohl bedeutendste deutsche Theaterpreis.
Der Förderpreis ist mit 10.000 € dotiert.

## Preisträger
- 1985: Klaus Weise (Regisseur)
- 1987: Werner Tritzschler (Schauspieler)
- 1989: Gabriele Fischer (Schauspielerin) und Sabine Paßow (Sängerin)
- 1991: Bettina Fless (Regisseurin und Autorin) und Leander Haußmann (Regisseur)
- 1993: Wolfgang Maria Bauer (Schauspieler) und Christof Loy (Opernregisseur)
- 1995: Joachim Schlömer (Choreograph)
- 1997: Katja Czellnik (Regisseurin), Robert Schuster und Tom Kühnel (beide Regisseure)
- 1999: Klaus Brömmelmeier (Schauspieler)
- 2001: Heike Kretschmer (Schauspielerin) und Jan Jochymski (Regisseur)
- 2003: Mayke Hegger (Bühnenbildnerin) und Philipp Kochheim (Regisseur)
- 2005: Anja Schneider (Schauspielerin)
- 2007: Annette Pullen (Regisseurin), Ina Schlingensiepen (Sängerin)
- 2010: Marc Prätsch (Regisseur) und Melanie Straub (Schauspielerin)
- 2012: Tobias Rausch (Regisseur und Autor)
- 2016: Alexander Charim (Regisseur) und Otto A. Thoß (Theaterpädagoge und Dramaturg)[1]
- 2019: Noriko Nishidate (Tänzerin) und Behzad Borhani